# Bad Bramstedt
Bad Bramstedt (alemany), en baix-alemany Braamsteed, és una ciutat del districte de Segeberg a l'estat de Slesvig-Holstein a Alemanya. El 2014 tenia 13.672 habitants.

## Geografia

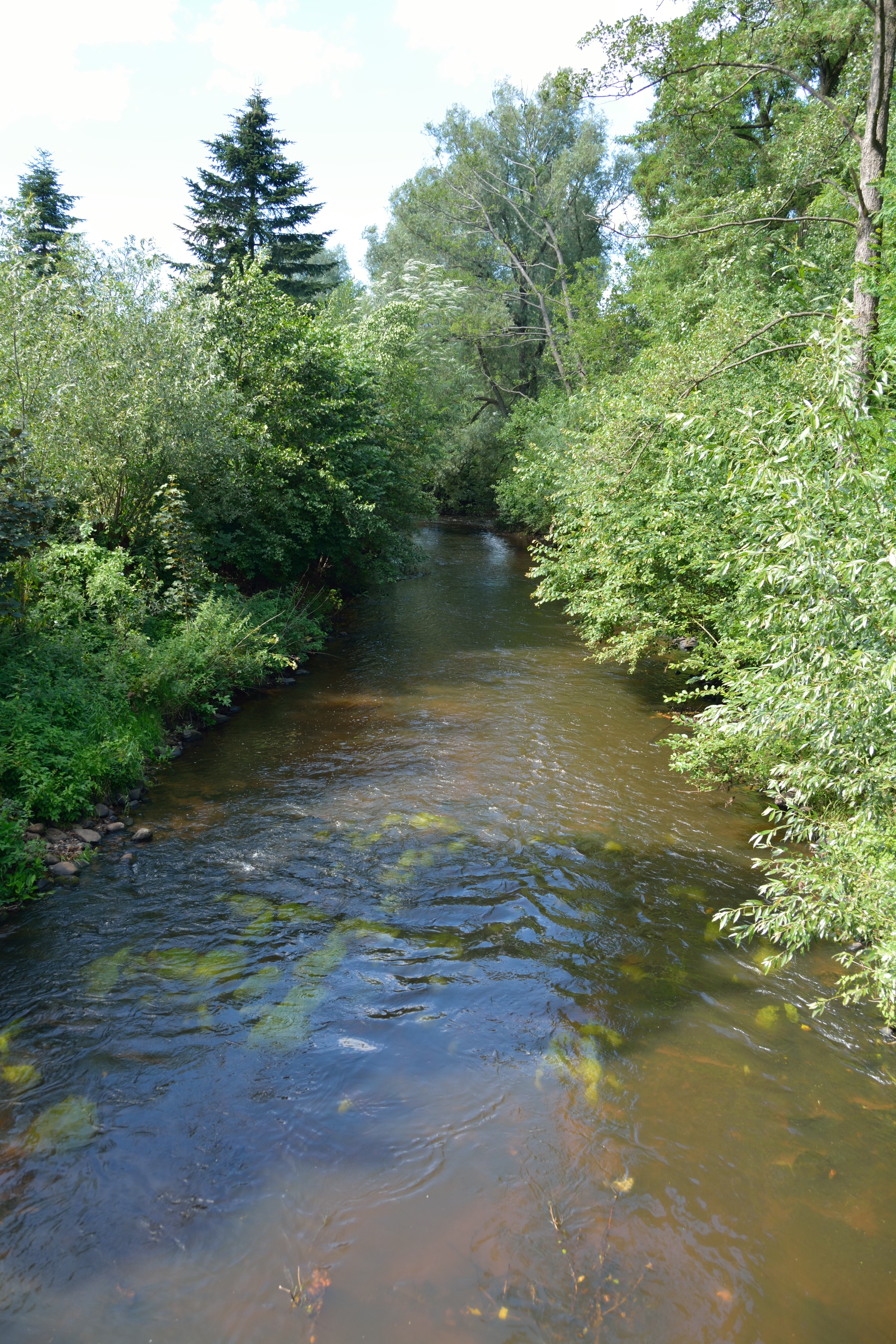
El Hudau al centre de la ciutat

Es troba en una plana baixa humida de la conca de l'Stör, on conflueixen l'Schmalfelder Au, l'Ohlau (Hudau) i l'Osterau per formar el Bramau, navegables fins al mig del segle xix fins a Bramstedt, però avui només utilitzat per a navegació esportiva amb canoa. La construcció de la carretera i del ferrocarril van contribuir a l'obsolescència ràpida de la via aquàtica.
El 1833, sota govern danès, es va inaugurar la carretera Kiel-Altona. El 20 d'agost del 1898 es va obrir l'estació de ferrocarrils AKN Eisenbahn que connecta la ciutat via Kaltenkirchen amb l'aleshores ciutat prussiana d'Altona (avui part d'Hamburg), l'1 d'agost del 1916 la prolongació de la línia cap a Neumünster va ser inaugurada, el que va desenclavar la ciutat.

## Història
Els primers assentaments es fan entre els segles ii i vi. El primer esment escrit del nom data del 1274. El nom significa «assentament al mig de les romegueres».
El 1630 hi va néixer Cristià Ulric, fill del rei Cristià IV de Dinamarca i la seva amistançada Wiebeke Kruse. Cristià IV va comprar la hisenda de Bramstedt que va donar al Wiebeke el 1633, l'any que fa néixer la seva segona filla Elisabet Sofia. El 1665 Frederic III de Dinamarca, a la recerca de liquiditats, va empenyorar a un noble l'amt de Segeberg del qual pertanyia Bramstedt feia part. Un dels seus successors, el baró de Kleinmannsegg va voler asservir els masovers, sense èxit, gràcies a les resistència organitzada per Jürgen Fuhlnendorf. El 1681 es va descobrir per a la primera vegada la font termal. que aviat va caure en descuit. El 1751 el poble passà al comte de Stolberg-Stolberg que va fer enderrocar la masia i eixamplar l'antiga porteria per fer-ne un castell i seu administrativa més representativa.
El 1910 Bramstedt va obtenir els drets de ciutat i afegir l'epítet Bad (bany) al seu nom, per a promoure el turisme als seus banys termals. Als anys 1930 el comerciant jueu Oskar Alexander va desenvolupar el centre termal. el 1942 va morir al Camp de concentració de Sachsenhausen a la ciutat d'Oranienburg.
Bramstedt s'ha agermanat amb la ciutat polonesa de Drawsko Pomorskie (Dramburg)

## Economia
A més dels serveis de proximitat, unes escoles i un institut, la major activitat econòmica supraregional són els dos hospitals especialitzats i el turisme esportiu (excursionisme, ciclisme, esports aquàtics) i termal. També compta amb unes fàbriques de producció agroalimentària. Col·labora amb la mancomunitat Nordgate, feta junts amb les ciutats de Neumünster, Norderstedt, Kaltenkirchen, Henstedt-Ulzburg i Quickborn per a fomentar el desenvolupament econòmic de la zona.

## Llocs d'interès

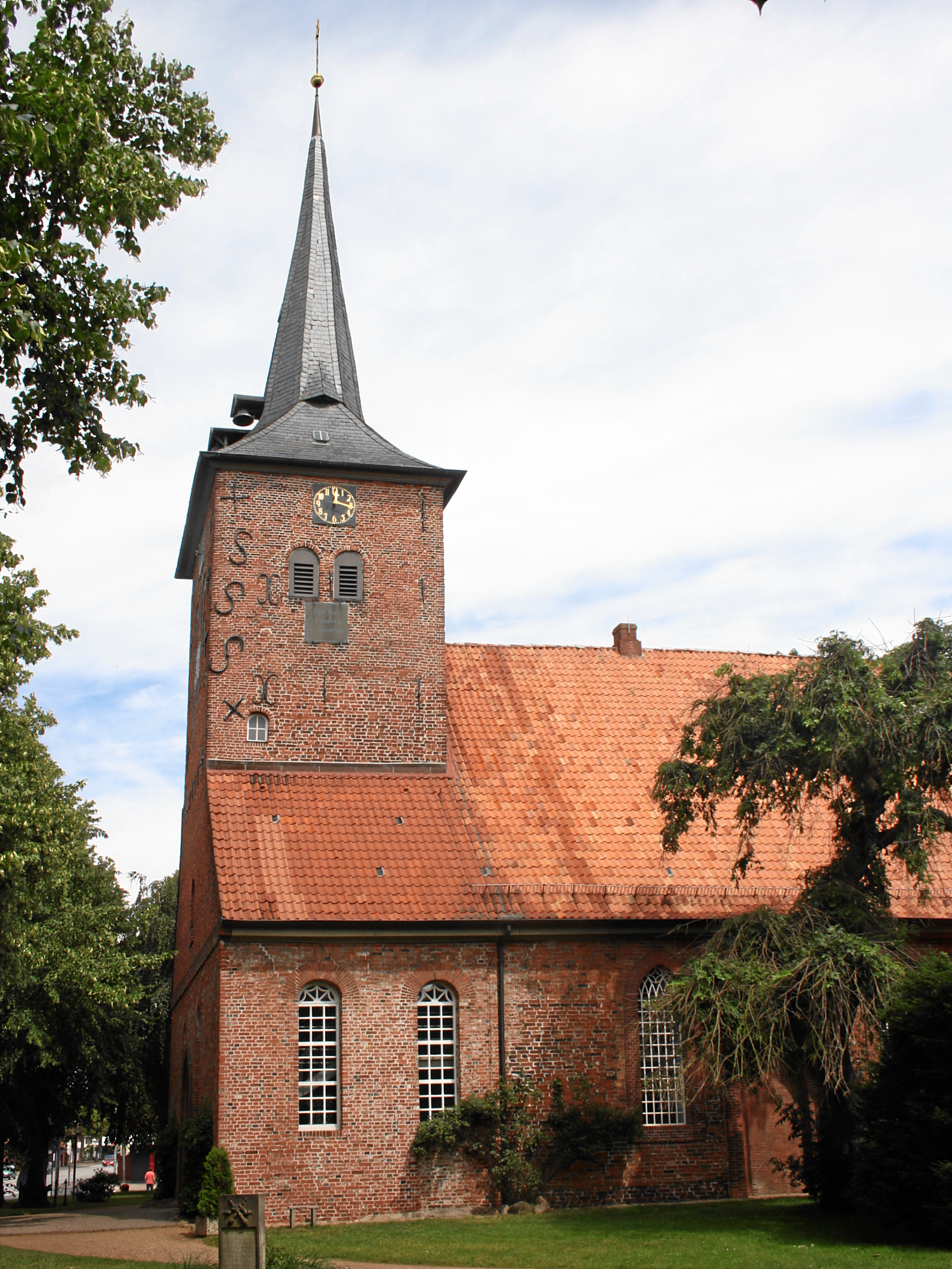
Església de Maria Magdalena
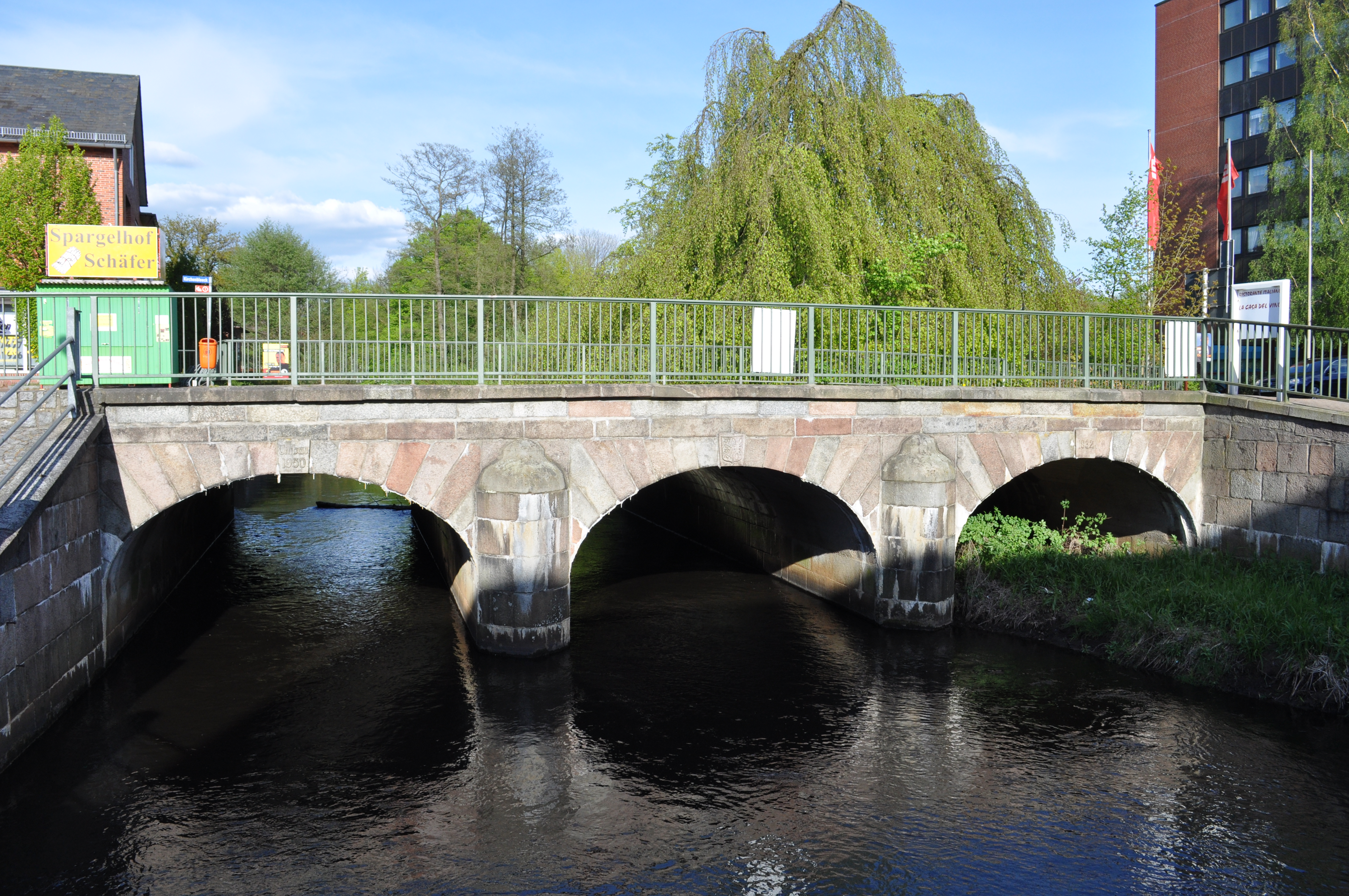
Beeckerbrügge, pont a l'Osterau del 1832
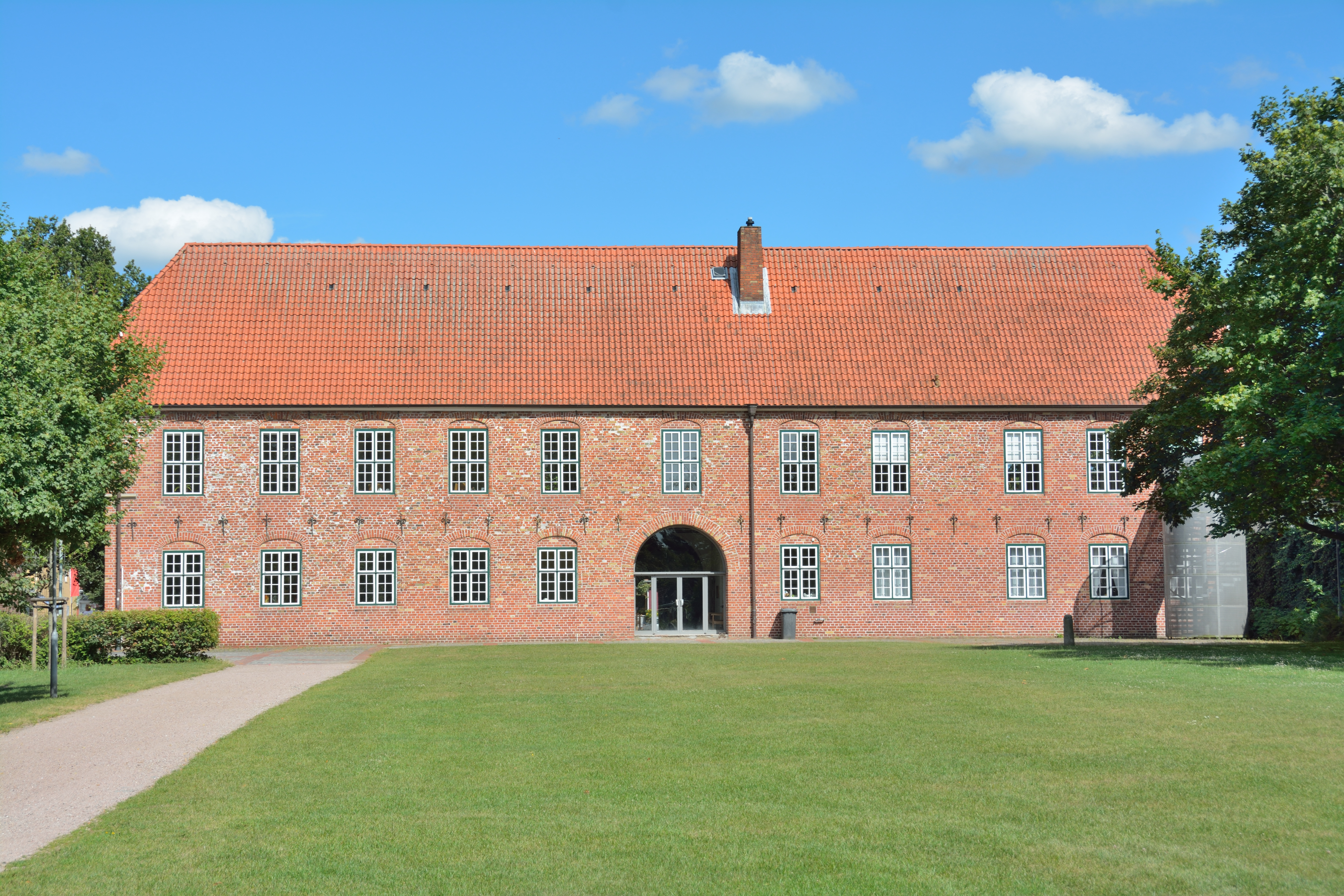
Castell dels Stolberg-Stolberg

## Fills predilectes
- Heinrich Christian Schumacher (1780–1850), astrònom
- Augusta Lluïsa de Stolberg-Stolberg (1753–1835), per la seva correspondència amb el poeta Goethe
- Karl Lagerfeld (* 1933), va anar a l'institut a Bramstedt
- Federico Leopoldo de Stolberg (1750-1819), advocat, traductor i poeta.